# 天主教馬扎拉-德爾瓦洛教區
天主教馬扎拉-德爾瓦洛教區（拉丁語：Dioecesis Mazariensis）是天主教會在義大利的一個教區。屬巴勒莫總教區。
教區成立於1093年，位於特拉帕尼省南部。2006年有教友220,906人，佔轄區總人93.8%。教區下轄七十七個堂區，有九十四名司鐸。現任教區主教為道明·莫加韋羅。